# Phonotypie
Unter Phonotypie versteht man das Niederschreiben von auf Tonband oder Schallplatte aufgezeichneten Diktaten (Phonodiktaten).
Die Phonotypie löste die Stenographie beim Diktieren von Briefen Anfang der 1980er Jahre fast vollständig ab.

## Digitale Diktiergeräte
Heute werden vorzugsweise digitale Diktiergeräte verwendet. Sie werden über die USB-Schnittstelle mit dem Personal Computer verbunden. Das hat folgende Vorteile:
- Wahl zwischen Konferenz- und Diktataufnahme möglich,
- das Diktiergerät muss nicht in die Hand genommen werden,
- automatischer Start-/Stopp-Betrieb bewirkt, dass das Diktiergerät erst beim Sprechen mit der Aufzeichnung beginnt.

## Das PC-Diktat
Beim PC-Diktat wird die Aufzeichnung auf der Festplatte gespeichert, sie wird transkribiert. Dazu benötigt man eine spezielle Software und eine Steckkarte. Das PC-Diktat hat folgende Vorteile:
- man benötigt keine Kassetten,
- man benötigt kein Wiedergabegerät,
- Diktate können per E-Mail versendet werden.

## Die Diktierregeln (DIN 5009)
Für eine verständige und wirtschaftliche Phonotypie gibt es die Diktierregeln nach DIN 5009 sowie Gestaltungsregeln nach DIN 5008.